# أنطون سميت
أنطون سميت (بالهولندية: Anton Smit)‏ هو كاتب سيناريو هولندي، ولد في 22 أغسطس 1945 في Markelo ‏ في هولندا.

## وصلات خارجية
- أنطون سميت على موقع IMDb (الإنجليزية)
- أنطون سميت على موقع قاعدة بيانات الفيلم (الإنجليزية)